# Basílica de Santa Sabina
A Basílica de Santa Sabina no Aventino (em latim: Basilica Sanctae Sabinae; em italiano: Basilica di Santa Sabina all'Aventino) é uma igreja histórica localizada no monte Aventino (rione Ripa), em Roma, Itália. É uma igreja titular, basílica menor e igreja mãe da Ordem dos Pregadores (dominicanos). Foi construída com vista para o Tibre para o norte e o Circo Máximo para o leste e atualmente fica perto do pequeno parque público chamado "Giardino degli Aranci" ("Jardim das Laranjas"), um terraço com belas vistas de Roma. Está ainda bem próxima do quartel-general da Cavaleiros de Malta.
Santa Sabina é a mais antiga basílica romana em Roma que ainda preserva sua planta retangular colunada e seu estilo arquitetural original. Sua decoração atual é uma restauração ao austero projeto original. Outras basílicas, como Santa Maria Maggiore, são muito mais decoradas. Por sua simplicidade, Santa Sabina representa a passagem de um fórum romano coberto para as primeiras igrejas do cristianismo.
O cardeal-presbítero do título de Santa Sabina é Jozef Tomko, que foi arcebispo titular de Dóclea.

## História
Santa Sabina foi construída por Pedro da Ilíria, um sacerdote dálmata, entre 422 e 432 perto do Templo de Juno Regina no Monte Aventino. O edifício em si está sobre o local da casa romana do século IV de Sabina, uma matriarca romana oriunda de Avezzano, na região de Abruzos, Itália. Sabina foi decapitada por ordem do imperador romano Vespasiano (ou Adriano) por ter sido convertida ao cristianismo por sua escrava Serápia, que também foi condenada à morte. Ambas passaram a ser veneradas como santas depois do martírio.
No século IX, Santa Sabina foi fechada e passou a fazer parte de uma fortificação. O interior foi totalmente reformado por Domenico Fontana em 1587 e por Francesco Borromini em 1643. O arquiteto e historiador da arte italiano Antonio Muñoz restaurou a aparência medieval original da igreja, que vinha servindo como leprosário desde 1870. A torre sineira foi construída no século X e reconstruída no período barroco.
Santa Sabina sediou o conclave de 1287, embora os prelados tenham abandonado igreja antes do final depois que um surto de peste matou seis deles. Eles retornaram à igreja apenas em fevereiro do ano seguinte e elegeram como papa Nicolau IV.

## Arquitetura

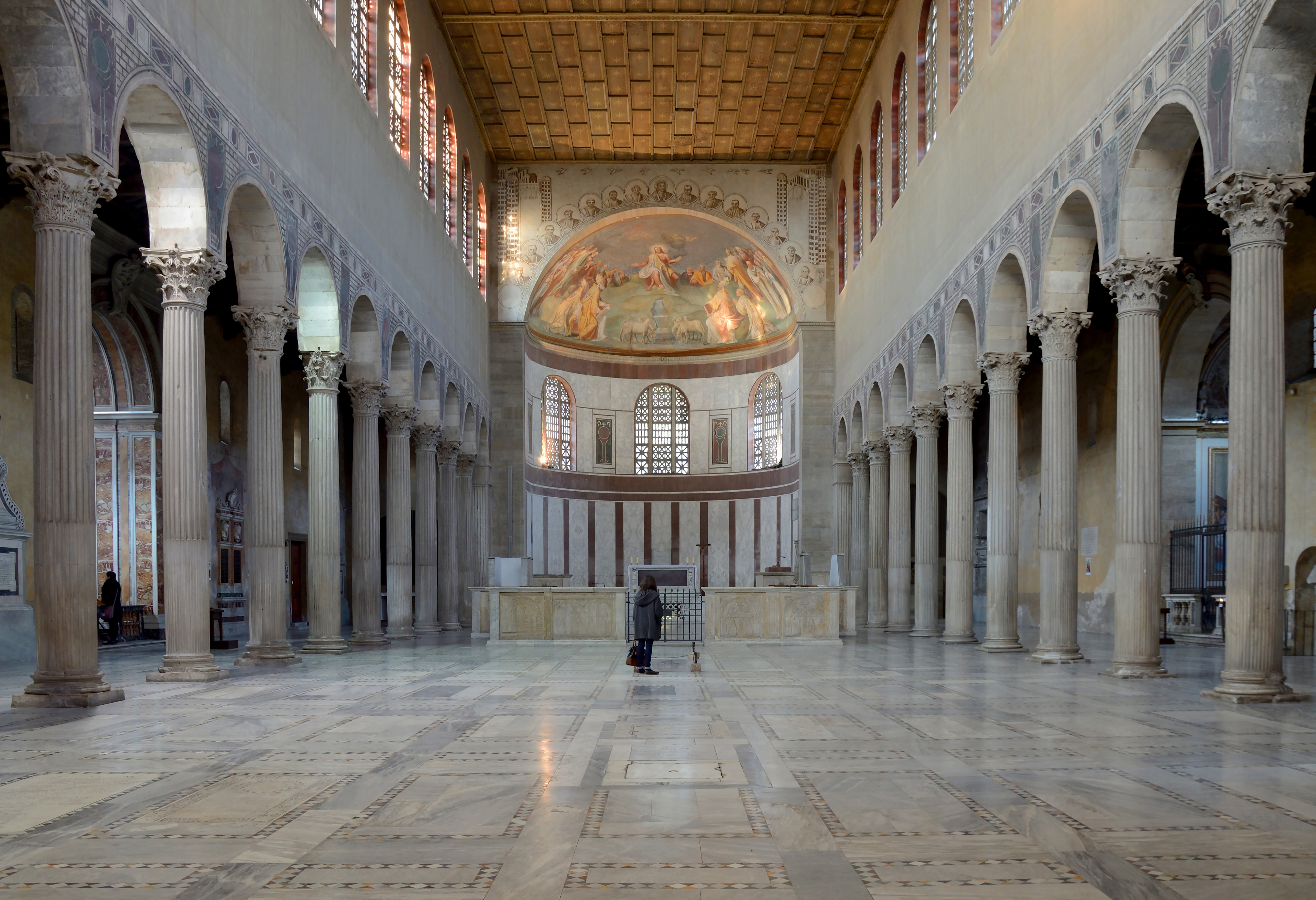
Interior da igreja de Santa Sabina

### Exterior
O exterior da igreja, marcado por suas grandes janelas de selenita (e não vidro), é bastante fiel ao que teria sido sua aparência quando foi construída no século V. A porta de madeira da basílica é geralmente considerada como sendo a original de 430/2, embora aparentemente ela não tenha sido construída para este batente. Dezoito de seus painéis de madeira sobreviveram — todos menos um mostrando cenas da Bíblia. O mais famoso deles é uma das primeiras representações confirmadas da crucificação de Jesus, apesar de todos os painéis já terem sido objetivo de extensivas análises por sua importância para o estudo da iconografia cristã.
Sobre a porta, o interior preserva a dedicação original em hexâmetro latino.

### Interior
O mosaico original da abside, do século V, foi trocado em 1559 por um afresco bastante similar de Taddeo Zuccari. A composição provavelmente é a mesma: Cristo é ladeado pelo bom ladrão e pelo ladrão impenitente e está sentado numa colina enquanto ovelhas bebem de uma fonte que jorra da base. A iconografia do mosaico é muito similar a outro da mesma época, destruído no século XVII, em Sant'Andrea in Catabarbara.  Uma característica importante do interior é um buraco cercado no piso que revela uma coluna de um templo romano anterior à Santa Sabina, possivelmente o Templo de Juno erigido ali na época romana e que foi provavelmente arrasado para abrir espaço para a basílica. A nave, alta e espaçosa, tem 24 colunas de mármore proconesiano perfeitamente combinadas com capitéis e bases coríntias reutilizadas do Templo de Juno.
As celas interiores do convento dominicano sofreram poucas mudanças desde os primeiros dias da Ordem dos Pregadores. A cela de São Domingos está identificada, mas ela foi ampliada e transformada em uma capela. A sala de refeições também é original e é ali que São Tomás de Aquino costumava cear quando viveu em Roma.

## Convento estudiumda Ordem dos Pregadores

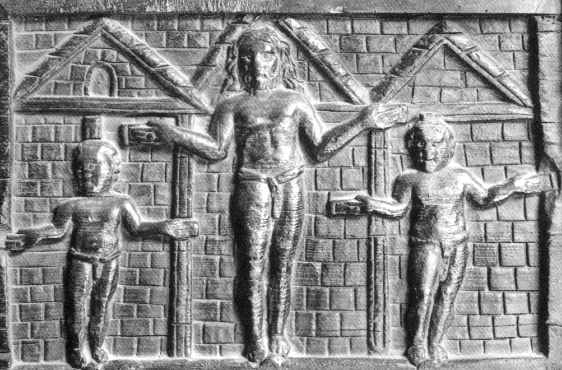
Painel da antiga porta de Santa Sabina, a mais antiga representação confirmada da crucificação de Jesus

São Domingos, papa São Pio V, Beato Ceslau, São Jacinto e São Tomás de Aquino são alguns dos que viveram no convento adjacente à Basílica de Santa Sabina.
O papa Honório III aprovou em 1216 a Ordem dos Pregadores, cujos membros são mais conhecidos como "dominicanos", que foi "a primeira ordem instituída pela Igreja com uma missão acadêmica". Ele convidou São Domingos, o fundador, para morar em Santa Sabina em 1220. A fundação oficial do convento dominicano em Santa Sabina, com seu studium conventuale, o primeiro studium em Roma, ocorreu com a transferência legal da propriedade do local, de Honório III para os dominicanos em 5 de junho de 1222, embora muitos monges já vivessem ali desde 1220.
Alguns estudiosos defendem que Honório III era membro da família Savelli e que a igreja e os edifícios associados eram parte das propriedades da família, o que explicaria a doação. Na realidade, Honório não era parte da família e é mais provável que tenha havido alguma confusão com o posterior papa Honório IV, que era um Savelli. Seja como for, a igreja foi de fato doada à ordem e tem servido desde então como seu quartel-general em Roma.
Em 1265, seguindo uma injunção do capítulo da província de Roma da Ordem dos Pregadores, reunido em Anagni, Tomás de Aquino foi nomeado mestre regente do studium conventuale em Santa Sabina e o studium que já existia ali foi transformado no primeiro studium provinciale da ordem, uma escola intermediária entre o studium conventuale e o studium generale. Bartolomeu de Luca, um associado e um dos primeiros biógrafos de Aquino conta que no studium de Santa Sabina, Aquino ensinava toda uma gama de assuntos filosóficos, morais e naturais.
Com a saída de Tomás de Aquino, que se mudou para Paris em 1268, e a passagem dos anos, as atividades pedagógicas do studium provinciale de Santa Sabina foram divididos entre dois campi. Um novo convento da ordem na Basílica de Santa Maria sobre Minerva começou modesto em 1255, nada mais que uma comunidade para mulheres recém-convertidas, mas cresceu rapidamente em tamanho e importância depois de receber os dominicanos em 1275. Em 1288, a componente teológica do currículo provincial foi realocado de Santa Sabina para Santa Maria, que foi rebatizada de studium particularis theologiae. Por isto, o studium de Santa Sabina é considerado o precursor do studium generale de Santa Maria, que foi transformado no século XIV no famoso Colégio de São Tomás (em latim: Collegium Divi Thomæ) e, já no século XX, na Pontifícia Universidade Santo Tomás de Aquino (Angelicum), situada no convento de Santi Domenico e Sisto.
Seguindo o currículo de estudos proposto nos atos capitulares de 1291, o studium de Santa Sabina foi redesignado como um dos três studia nove logice, cujo objetivo era oferecer cursos de lógica avançada cobrindo a chamada "logica nova", o corpus aristotelicum redescoberto no ocidente somente na segunda metade do século XII: os "Tópicos", os "Elencos Sofísticos", "Analíticos Anteriores e Posteriores" de Aristóteles. Este foi um avanço sobre a logica antiqua, que cobria a "Isagoge", de Porfírio, "Das Divisões" e "Dos Tópicos" de Boécio, "Categorias" e "Da Interpretação" de Aristóteles e as "Summule logicales" de Pedro da Espanha.

Imagens da igreja
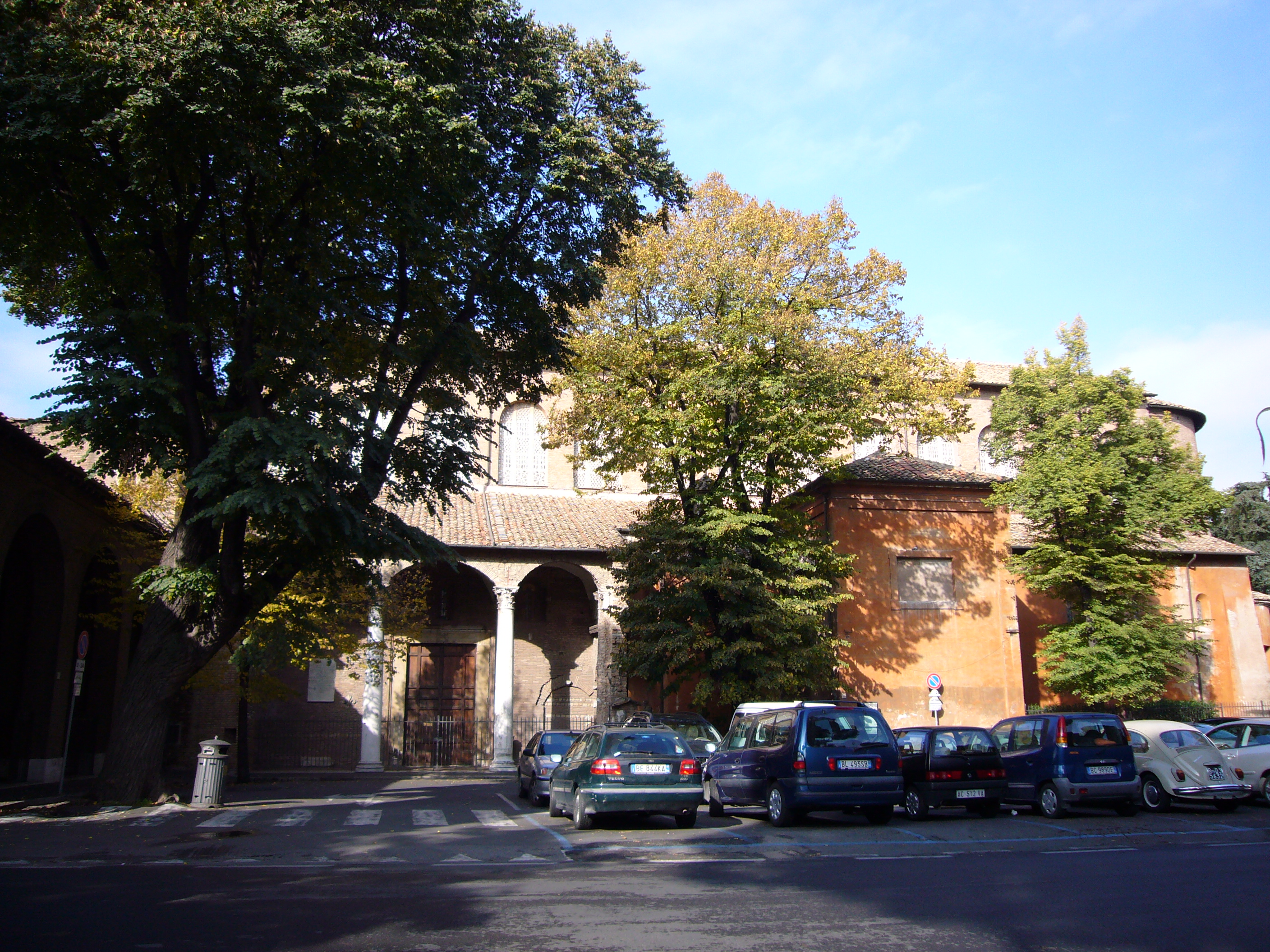
Fachada e o nártex
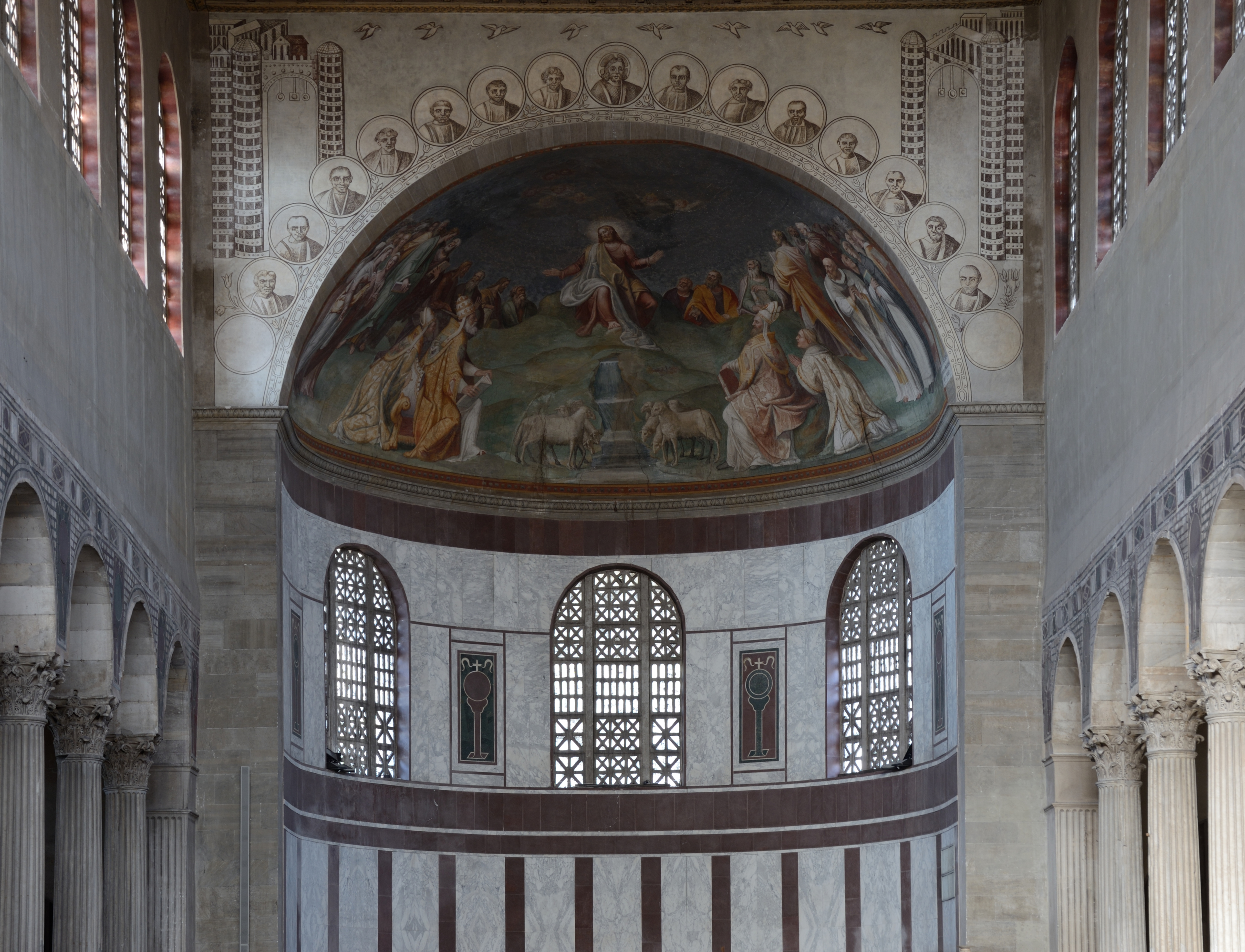
Afresco na abside e o arco triunfal
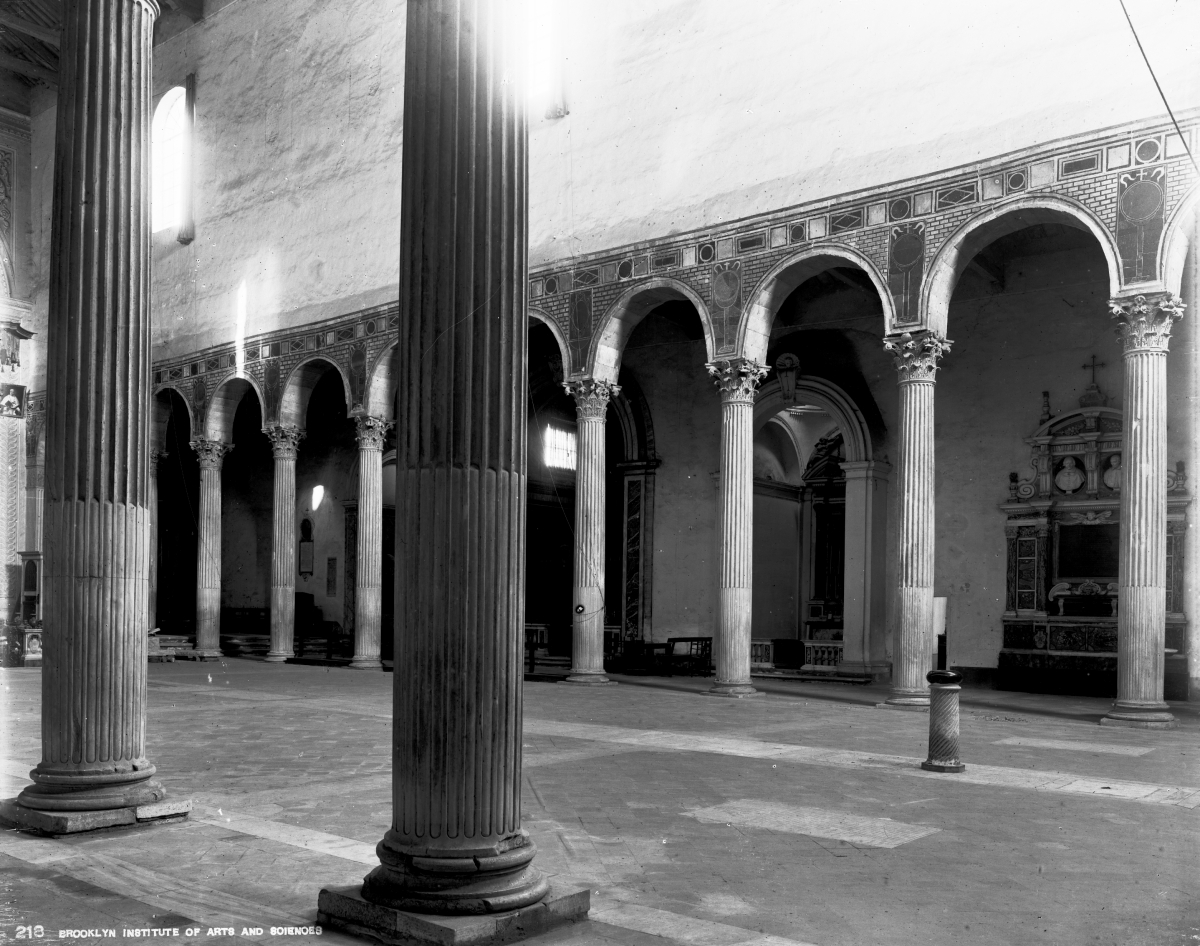
Colunas
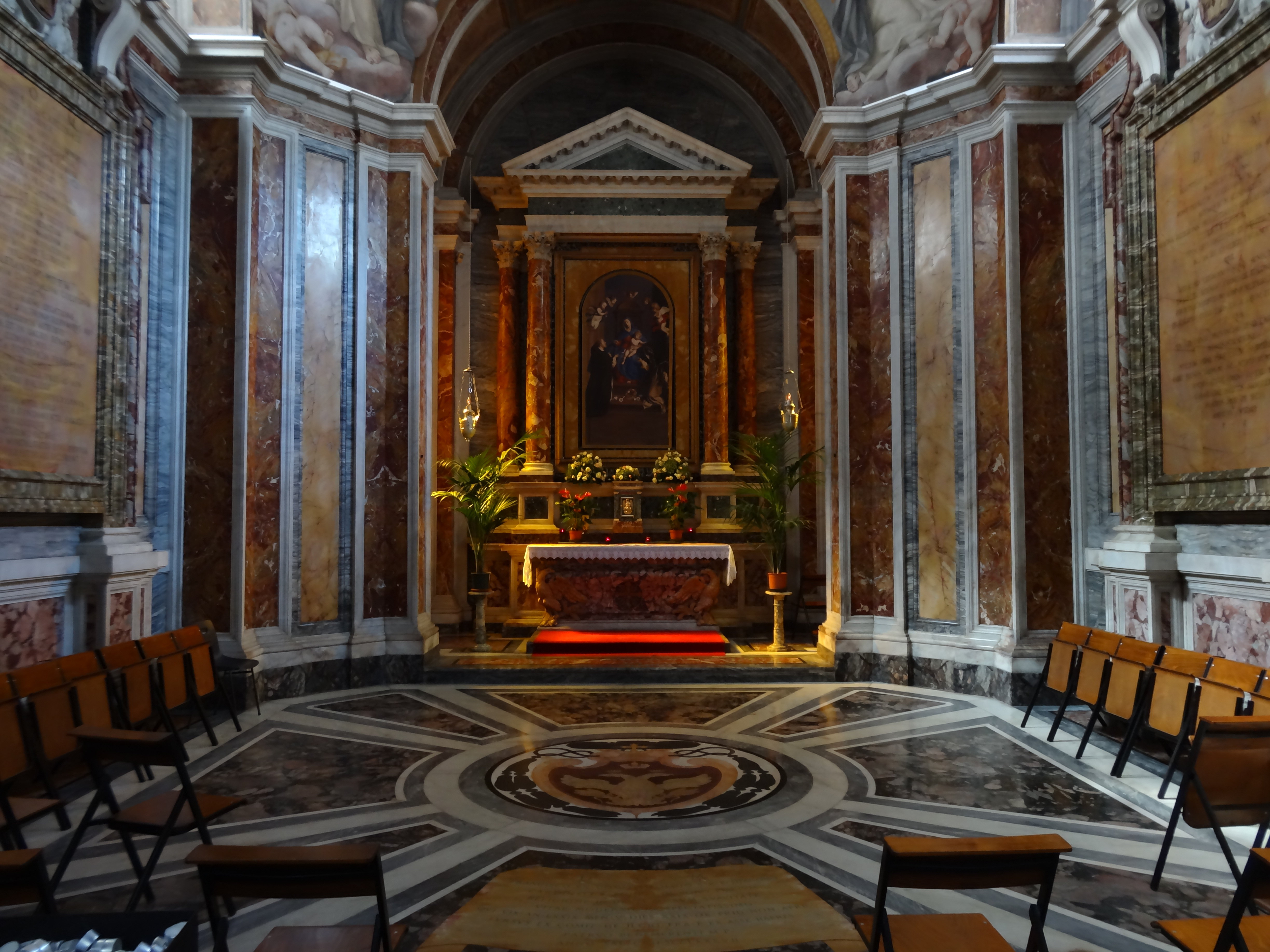
Capela do Santíssimo
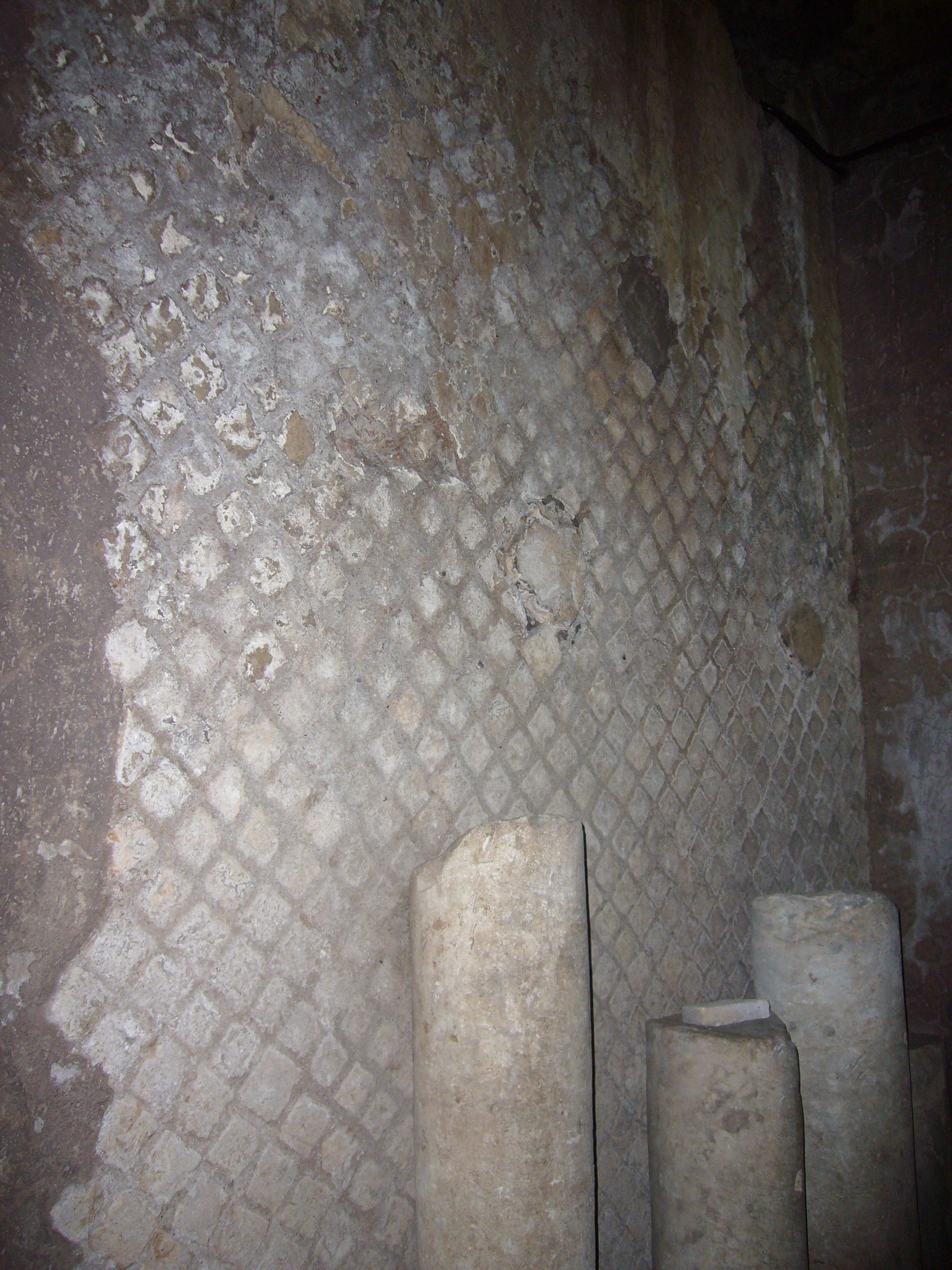
Escavações abaixo da igreja